# Alberto Bonisoli
Alberto Bonisoli (ur. 26 grudnia 1961 w Castel d’Ario) – włoski menedżer i nauczyciel akademicki, dyrektor Nuova Accademia di Belle Arti (NABA), od 2018 do 2019 minister kultury.

## Życiorys
Absolwent Uniwersytetu Bocconi, pracował na tej uczelni jako wykładowca zarządzania innowacjami. Zajmował się również zagadnieniami z zakresu zarządzania edukacją, w latach 2005–2007 był konsultantem włoskiego ministerstwa edukacji. Został później dyrektorem Nuova Accademia di Belle Arti, prywatnej uczelni kształcącej w zakresie mody, grafiki i wzornictwa w siedzibą w Mediolanie. W 2013 wybrano go na prezesa Piattaforma Sistema Formativo Moda, zrzeszenia włoskich szkół modowych.
Podjął współpracę z Ruchem Pięciu Gwiazd, z ramienia tej partii kandydował bez powodzenia do parlamentu. W kampanii wyborczej w 2018 przedstawiono go jako kandydata partii na ministra kultury. 1 czerwca 2018 objął stanowisko ministra kultury w nowo powołanym rządzie Giuseppe Contego. Zakończył urzędowanie wraz z całym gabinetem we wrześniu 2019.